# Centrala Björneborgs kyrka

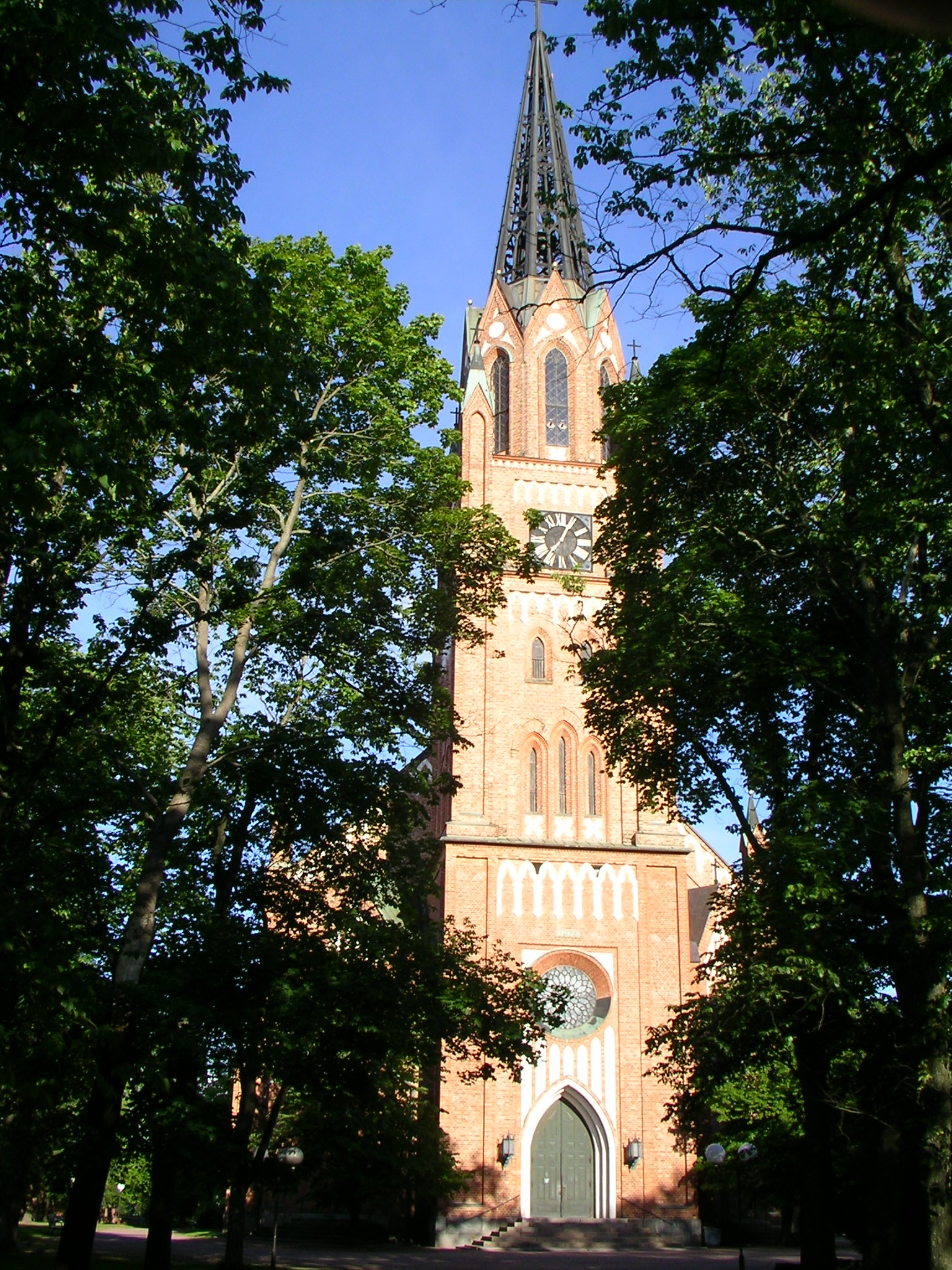
Centrala Björneborgs kyrka.

Centrala Björneborgs kyrka är en kyrkobyggnad i Björneborg i landskapet Satakunda. Byggnaden stod klar år 1863 och det är uppfört i nygotisk stil. Arkitekterna var Georg Theodor Chiewitz och Carl Johan von Heideken. Kyrkan är Björneborgs huvudkyrka. Kyrkans torn är 72 meter högt. Altartavlan är designad av R. W. Ekman. Glasmålningarna är utförda av Magnus Enckell.
Kyrkans nuvarande orgel från 2007 är byggd av tysk orgelbyggeri Paschen Kiel Orgelbau. Orgeln är den största fransk-romantiska orgeln i Finland och har 58 register och 3 833 pipor. Den gamla orgeln såldes till Oradea, Rumänien.